# Paolo Amendola
Paolo Amendola (Milano, 7 febbraio 1980) è un allenatore di pallavolo italiano.

## Carriera
Dopo un passato da giocatore ha intrapreso la carriera da allenatore nel 2000 iniziando a lavorare nei settori giovanili delle squadre della sua provincia. Nel frattempo consegue la laurea in Scienze Motorie nel 2004 ed un Master in Management e Gestione dello Sport nel 2005 parallelamente alla carriera da allenatore. Nella stagione 2007–2008 siede sulla panchina della Pro Patria Milano, dove allena in collaborazione con la squadra di serie A Life Volley Milano.Nella stagione successiva svolge il ruolo di vice-allenatore alla Life Volley Milano nel campionato di A2 femminile. Con questa squadra raggiunge la Final Four di Coppa Italia di A2 e la Semifinale Play off. Nella stagione 2009–2010 lavora come vice-allenatore in A2 per il Chieri Volley ridisputando le Semifinali di Play Off per la promozione in A1. Nella stagione 2010–2011 è Capo Allenatore la Cuatto Volley Giaveno in serie A2 centrando l'obiettivo della salvezza e permettendo così alla squadra di disputare il suo secondo campionato in categoria. Nella stagione 2011–2012 è l'allenatore del Feel Voleibol Alcobendas Madrid, squadra Spagnola che milita nel campionato di Superliga 2 femenina in Spagna, ricoprendo anche il ruolo di Direttore Tecnico del Club. Inaspettatamente rassegna le sue dimissioni al Club a fine Gennaio 2012, lasciando la squadra al secondo posto in campionato, ottenendo la vittoria della prestigiosa "Copa Comunidad de Madrid" e qualificandosi per la prima volta nella storia del Club alla Final Four della "Copa de la Princesa". Nella stagione 2012-2013 si dedica ad approfondire lo studio del Mental Training certificandosi con Mental Training Inc. ed iniziando ad intraprendere anche la carriera di Mental Coach.. Nella stagione 2013-2014 riceve una offerta dalla Università Bocconi di Milano per creare un progetto di pallavolo partecipando per la prima volta al campionato di serie D. Nella stagione 2014-2015 la squadra ottiene a fine stagione la promozione in serie C. Dalla stagione 2015-2016 alla stagione 2017-2018 siede sulla panchina della serie C femminile dell’Easy Volley Desio. Richiamato dall’Università Bocconi, accetta nuovamente di creare un nuovo progetto, ma al femminile, poiché la squadra non esiste e va costruita. Nella stagione 2018-2019 la squadra disputa la seconda divisione e viene promossa in prima divisione. Nella stagione 2019-2020, nonostante il primo posto in classifica, a fine febbraio i campionati sono interrotti causa pandemia Covid-19. Si continua a lavorare e si riparte attivamente con il campionato di prima divisione nella stagione 2021-2022, concluso al primo posto ex aequo ma senza promozione per coefficiente set inferiore. La stagione 2022-2023 si rigioca la prima divisione e si vince sia il campionato, passando in serie D, che lo Scudetto. La stagione 2023-2024 si disputa la serie D da neopromossa e si conclude la stagione al primo posto con ennesima promozione in serie C questa volta. Tolti i due anni di Covid il progetto ha visto quattro stagioni al primo posto e tre promozioni.